# Do Kościuszki (Keats)
Do Kościuszki (ang. To Kosciusko) – wiersz angielskiego romantyka Johna Keatsa, napisany w 1816 roku i ogłoszony w czasopiśmie The Examiner 16 lutego 1817 roku.

## Informacje ogólne
Wiersz Do Kościuszki jest rygorowym sonetem. Wpisuje się on w serię angielskich utworów poświęconych postaci naczelnika powstania z 1794 roku. Swoje liryki, tak samo ujęte w formę sonetu, poświęcili Kościuszce również inni romantycy brytyjscy Samuel Taylor Coleridge i Leigh Hunt.

## Forma
Utwór Keatsa realizuje model pięciorymowego sonetu włoskiego i rymuje się abba abba cde dce. Jest napisany jambicznym pięciostopowcem, który jest najbardziej typowym tworzywem sonetów w literaturze angielskiej, na wzór włoskich utworów pisanych endecasillabo (jedenastozgłoskowcem).
Good Kosciusko, thy great name alone
Is a full harvest whence to reap high feeling;
It comes upon us like the glorious pealing
Of the wide spheres — an everlasting tone.
Prawdopodobnie Keats wymawiał nazwisko Kościuszki jako Koskajusko, bo tak wskazuje rytm wiersza.

## Treść
Wiersz Keatsa jest bezpośrednim zwrotem do Kościuszki, którego wielkie imię ma być źródłem wyższych, szlachetniejszych uczuć. Poeta stwierdza, że w nieznanych krainach imiona bohaterów rozbrzmiewają pod niebo:
And now it tells me, that in worlds unknown,
The names of heroes burst from clouds concealing,
And changed to harmonies, for ever stealing
Through cloudless blue, and round each silver throne.
Keats zestawia Kościuszkę z Alfredem, najwybitniejszym królem anglosaskim, panującym w IX wieku. Wyraża przekonanie, że głos Kościuszki dołączy do wołania wielkich poprzedników i dotrze do Boga.
It tells me too, that on a happy day,
When some good spirit walks upon the earth,
Thy name with Alfred’s, and the great of yore
Gently commingling, gives tremendous birth
To a loud hymn, that sounds far, far away
To where the great God lives for evermore.
Wanda Krajewska stwierdza, że Keats mitologizuje postać Kościuszki, nie podając żadnych konkretów na temat jego życia, działalności, czy udziału w bitwach. Dla Keatsa Kościuszko jest bardziej uosobieniem idei wolnościowej niż człowiekiem z krwi i kości. Warto podkreślić, że Keatsowi zupełnie nie przeszkadza fakt, że Kościuszko walczył w imię niepodległości Stanów Zjednoczonych przeciwko Brytyjczykom.

## Przekłady
Wiersz przekładali Julian Ejsmond,  Stanisław Baliński  i Jerzy Pietrkiewicz